# Recopa d'Europa d'hoquei sobre herba femenina
|  | Aquest article és sobre la competició femenina. Per a la competició masculina, vegeu Recopa d'Europa d'hoquei sobre herba masculina |

La Recopa d'Europa d'hoquei herba femenina (oficialment en anglès: EuroHockey Cup Winners Cup,) fou una competició esportiva de clubs europeus d'hoquei sobre herba femenins. De caràcter anual, es creà el 1991 i fou organitzada per la Federació Europea d'Hockey. Hi competien els clubs campions de cadascuna de les copes nacionals europees i se celebrava durant un cap de setmana, normalment al mes de març o abril. Els clubs participants s'agrupaven en dos grups de quatre equips i disputaven una primera fase en format de lligueta. El primer classificat de cadascun dels grups disputava la gran final. El guanyador de la competició era declarat campió de la Recopa. Després de la reorganització de les competiciones europees, deixà de celebrar-se després de dinou edicions i fusiona amb la Lliga europea.
Els dominadors històrics de la competició foren els club neerlandesos guanyant onze de les dinou edicions disputades. Destacà l'Amsterdamsche H&BC, guanyador de sis Recopes (1998, 1999, 2001, 2005, 2006, 2009). El Club de Campo fou l'únic equip estatal que guanyà la competició (2007) i es proclamà subcampió a la darrera edició (2009).

## Historial
| En negreta = Equip guanyador (1) = Nombre de títols (prò.) = Pròrroga (p.) = Penalti-stroke Nota: Noms dels equips segons l'època |

| Edició | Temp. | Data       | Campió                    | Resultat      | Subcampió              | Seu                            | refs. |
| ------ | ----- | ---------- | ------------------------- | ------------- | ---------------------- | ------------------------------ | ----- |
| I      | 1991  |            | Rhythm Grodno (1)         |               | Sutton Coldfield HC    | Wassenaar                      |       |
| II     | 1992  | 20-04-1992 | Sutton Coldfield HC (1)   | 0–0 (4-2, p.) | MOP                    | Vught                          |       |
| III    | 1993  | 12-04-1993 | HCG Wassemar (1)          | 2–1           | Hightown HC            | Birmingham                     |       |
| IV     | 1994  | 04-04-1994 | RTHC Bayer Leverkusen (1) | 0–0 (3-1, p.) | SKIF Moscú             | Cardiff                        |       |
| V      | 1995  | 17-04-1995 | Rüsselsheimer RK (1)      | 1–1 (4-2, p.) | Slough LHC             | Groningen                      |       |
| VI     | 1996  | 08-04-1996 | Hightown HC (1)           | 2–1           | Berliner HC            | Rotterdam                      |       |
| VII    | 1997  | 31-03-1997 | SV Kampong (1)            | 4–1           | Ipswich HC             | Utrecht                        |       |
| VIII   | 1998  | 13-04-1998 | Amsterdam H&BC (1)        | 6–2           | Dinamo Sumchanka       | Leuven                         |       |
| IX     | 1999  | 05-04-1999 | Amsterdam H&BC (2)        | 3–1           | Berliner HC            | Camp de Can Salas, Terrassa    | [ 2 ] |
| X      | 2000  | 24-04-2000 | Rot-Weiss Köln (1)        | 3–2           | Amsterdam H&BC         | Colònia                        |       |
| XI     | 2001  | 16-04-2001 | Amsterdam H&BC (3)        | 2–1           | THC Klipper            | Roma                           |       |
| XII    | 2002  | 01-04-2002 | Rotterdam (1)             | 3–0           | Leicester HC           | Ourense                        |       |
| XIII   | 2003  | 21-04-2003 | Rotterdam (2)             | 5–2           | Sintez Dzerjinsk City  | Rotterdam                      |       |
| XIV    | 2004  | 12-04-2004 | Laren (1)                 | 3–2           | Canterbury LHC         | Laren                          |       |
| XV     | 2005  | 28-03-2005 | Amsterdam H&BC (4)        | 4–2           | Chelmsford HC          | Colònia                        |       |
| XVI    | 2006  | 17-04-2006 | Amsterdam H&BC (5)        | 2–1           | Stadion Rot-Weiss Köln | Edimburg                       |       |
| XVII   | 2007  | 08-04-2007 | Club de Campo (1)         | 3–1           | Stadion Rot-Weiss Köln | Camp del Club de Campo, Madrid | [ 1 ] |
| XVIII  | 2008  | 24-03-2008 | Berliner HC (1)           | 3–3 (2-1, p.) | Slough HC              | París                          |       |
| XIX    | 2009  | 13-04-2009 | Amsterdam H&BC (6)        | 2–0           | Club de Campo          | Manchester                     | [ 3 ] |